# Erigeron himalajensis
Erigeron himalajensis là một loài thực vật có hoa trong họ Cúc. Loài này được Vierh. mô tả khoa học đầu tiên năm 1906.